# گویان در المپیک تابستانی ۲۰۲۴
کاروان المپیکی گویان، یکی از کاروان‌های شرکت‌کننده در بازی‌های المپیک تابستانی ۲۰۲۴ بود. این دوره از بازی‌ها از ۲۶ ژوئیه تا ۱۱ اوت ۲۰۲۴ (۵ تا ۲۱ امرداد ۱۴۰۳ خورشیدی) به میزبانی پاریس، پایتخت فرانسه برگزار شد. این کاروان پس از نخستین حضور در المپیک ۱۹۴۸، تنها در المپیک ۱۹۷۶ مونترال در پی تحریم آفریقایی‌ها شرکت نکرد و نوزدهمین حضور خود را تجربه می‌کرد.

## شرکت‌کنندگان
فهرست زیر به ورزشکاران این کاروان اشاره دارد.
| ورزش         | مردان | زنان | مجموع |
| ------------ | ----- | ---- | ----- |
| دو و میدانی  | ۱     | ۱    | ۲     |
| شنا          | ۱     | ۱    | ۲     |
| تنیس روی میز | ۰     | ۱    | ۱     |
| مجموع        | ۲     | ۳    | ۵     |